# 若林竹雄
若林 竹雄（わかばやし たけお、1907年8月29日 - 1937年8月7日）は、兵庫県出身のサッカー選手。ポジションはFW（ウイング）。1930年に日本代表初のハットトリック達成選手となった。

## 人物
旧制兵庫県立第一神戸中学校（神戸一中、現：兵庫県立神戸高等学校）ではサッカー部に所属して、日本フットボール優勝大会にも出場した。1924年に神戸一中を卒業して旧制松山高校に入学。在学中の1927年10月に開催された第4回明治神宮競技大会兼ア式蹴球全國優勝競技會（第7回天皇杯全日本サッカー選手権大会）に神戸一中の先輩に当たる高山忠雄らと共に神戸一中クラブのメンバーとして出場し優勝に貢献した。
東京帝国大学経済学部に入学後はア式蹴球部に所属。上述の高山らと共にショートパスを多用するサッカースタイルを作り上げ、黄金期を支えた。なお、東京帝大では主将を務めた。
在学中の1930年5月に開催された第9回極東選手権競技大会のサッカー日本代表に選出され、2試合に出場。代表デビュー戦となった5月25日のフィリピン代表戦で4得点を挙げて日本代表初となる国際Aマッチでのハットトリック達成者となり、試合も7-2で勝利した。5月29日の中華民国代表戦は3-3で引き分けたが、日本代表初の国際タイトル獲得（中華民国と両チーム優勝）に貢献した。
第9回極東選手権大会の前に胸部を手術して、大会後より闘病生活に入っていたが、1937年8月7日に兵庫県武庫郡御影町の実家で死去した。死因は肺病と伝わっている。

## 所属クラブ
- 兵庫県立第一神戸中学校
- 旧制松山高校
- 東京帝国大学

## 代表歴

### 出場大会
- 1930年 第9回極東選手権競技大会

### 試合数
- 国際Aマッチ 2試合 4得点(1930)

| 日本代表 | 国際Aマッチ | 国際Aマッチ | その他 | その他 | 期間通算 | 期間通算 |
| 年       | 出場        | 得点        | 出場   | 得点   | 出場     | 得点     |
| -------- | ----------- | ----------- | ------ | ------ | -------- | -------- |
| 1930     | 2           | 4           | 0      | 0      | 2        | 4        |
| 通算     | 2           | 4           | 0      | 0      | 2        | 4        |

### 出場
| No. | 開催日         | 開催都市 | スタジアム         | 対戦相手   | 結果 | 監督     | 大会       |
| --- | -------------- | -------- | ------------------ | ---------- | ---- | -------- | ---------- |
| 1.  | 1930年05月25日 | 東京都   | 明治神宮外苑競技場 | フィリピン | ○7-2 | 鈴木重義 | 極東選手権 |
| 2.  | 1930年05月29日 | 東京都   | 明治神宮外苑競技場 | 中華民国   | △3-3 | 鈴木重義 | 極東選手権 |

### 得点数
| # | 年月日        | 開催地     | 対戦国     | 勝敗 | 試合概要                |
| - | ------------- | ---------- | ---------- | ---- | ----------------------- |
| 1 | 1930年5月25日 | 日本、東京 | フィリピン | 7-2  | 第9回極東選手権競技大会 |
| 2 | 1930年5月25日 | 日本、東京 | フィリピン | 7-2  | 第9回極東選手権競技大会 |
| 3 | 1930年5月25日 | 日本、東京 | フィリピン | 7-2  | 第9回極東選手権競技大会 |
| 4 | 1930年5月25日 | 日本、東京 | フィリピン | 7-2  | 第9回極東選手権競技大会 |